# Vieille église de la Mère-de-Dieu de Negotin
Pour les articles homonymes, voir Église de la Mère-de-Dieu.
La vieille église de la Mère-de-Dieu de Negotin (en serbe cyrillique : Стара црква Свете Богородице у Неготину ; en serbe latin : Stara crkva Svete Bogorodice u Negotinu) est une église orthodoxe serbe située à Negotin, dans le district de Bor en Serbie. Elle est inscrite sur la liste des monuments culturels de grande importance de la République de Serbie (identifiant no SK 243).

## Historique
L'église, dédiée à la Nativité de la Mère de Dieu, a été construite en 1803, à l'emplacement d'une église en bois ; sa construction a été autorisée par le gouverneur ottoman de l'époque, Osman Pazvantoğlu, à la demande de l'évêque Kalinik. Son apparence actuelle lui a été donnée lors d'une restauration effectuée en 1900. Pendant le Premier soulèvement serbe contre les Turcs, l'église a servi d'hôpital ; l'un des chefs de la rébellion, le haïdouk Veljko Petrović, est enterré dans son cimetière et l'église est parfois ainsi populairement désignée comme l'« église de Veljko »,. Le célèbre compositeur serbe Stevan Mokranjac, originaire de Negotin, a chanté dans l'église et il y a dirigé un chœur.

## Architecture et décoration
L'église est constituée d'une nef allongée qui se prolonge par une abside polygonale et est précédée par un narthex de petites dimensions. Elle est construite en pierres et en en briques tandis que le toit est recouvert de tuiles. L'entrée nord a été dotée d'un porche ouvert en 1887. La seule décoration de l'édifice est constituée par des niches aveugles au niveau de l'abside.

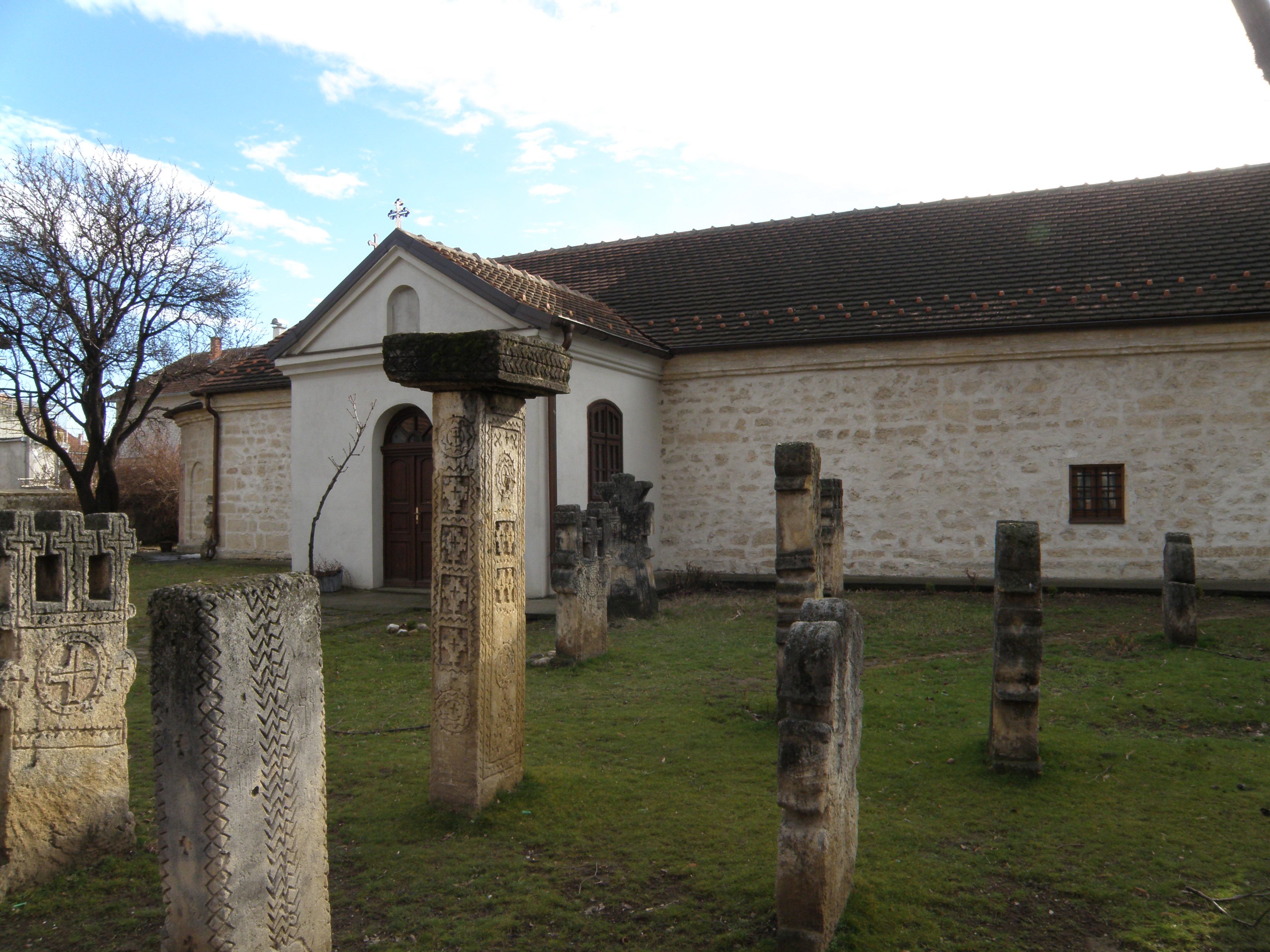
Autre vue de l'église avec une partie du cimetière

La partition de l'iconostase a été peinte en 1824 par Stojan de Ravno (en Bulgarie) avec l'aide de son fils Stanča. Les autres icônes ont été réalisées par Pavle Čortanović en 1884 ; cet artiste est également l'auteur des fresques.